# Luís António de Sousa Botelho Mourão
Luís António de Sousa Botelho Mourão, 4.º Morgado de Mateus, (Vila de Amarante, 21 de fevereiro de 1722 — Vila Real, 5 de outubro de 1798) foi um nobre português, depois da restauração da autonomia paulista, tornou-se o primeiro capitão-general da Capitania de São Paulo, em 1765, dezessete anos depois de ficar subordinada ao Rio de Janeiro.

## Vida
Filho legítimo de Dona Joana Maria de Sousa, Senhora de Moroleiros, em Amarante, e de António José Botelho Mourão, fidalgo da Casa Real, Cavaleiro de Cristo, tenente-coronel da Cavalaria, terceiro Morgado de Mateus, que serviu com distinção na guerra da Grande Aliança, e aumentou consideravelmente o brilho de sua Casa, tendo edificado em Vila Real, o Palácio de Mateus (hoje Fundação Casa de Mateus), uma das mais nobres residências portuguesas, a dos Condes de Vila Real, herdeiros do morgadio por sucessão direta. Foi casado com Leonor Ana Luísa Josefa de Portugal (1722-1806), filha de Rodrigo de Sousa Coutinho Castelo-Branco e Menezes (1680-?) e Maria Antónia de São Boaventura de Meneses Monteiro Paim (1685-?).
D. Luís António de Sousa Botelho Mourão foi governador da recém-recriada capitania de São Paulo, que havia sido extinta em 1748, e personagem histórica do período Brasil Colônia (1765 a 1775). Nesses dez anos, elevou cerca de vinte povoados e aldeias à condição de freguesias e de vilas, inclusive Lages, no atual planalto catarinense, então pertencente a São Paulo, para defender as fronteiras contra o Império espanhol, e suas milícias nominaram o campos do Mourão, em sua homenagem, dando assim origem ao município, hoje denominado Campo Mourão, no centro-oeste do estado do Paraná.
Teve os seguintes títulos honoríficos e honrarias: Conselheiro de Sua Majestade, Fidalgo Cavaleiro da Casa Real, Tenente-Coronel dos Dragões de Chaves, Capitão-General e Governador da Capitania de São Paulo (Brasil), Alcaide-mor da cidade de Bragança por carta-régia de 3 de outubro de 1772; Senhor do Morgado de Mateus, Cumieira, Arroios, Sabrosa, Moreleiros e Fontelas; Comendador de Santa Maria de Vermiosa na Ordem de Cristo e Senhor da Honra da Ovelha, no Marão (18 de junho de 1756) e Brigadeiro”. 

## Filhos
- D. José Maria do Carmo de Sousa Botelho Mourão e Vasconcelos, quinto Morgado de Mateus (Vila Real, São Martinho de Mateus, 9 de março de 1758 — Ile de France, França, 1 de junho de 1825). Casou-se em primeira bodas, em 23 de novembro de 1783, em Lisboa, Portugal, com D. Maria Teresa de Noronha (1760-?); e segunda bodas, 1802, em Ile de France, França, com Adélaïde Marie Émilie Filleul (1761-1836), condessa de Flahault, conhecida literariamente como Madame de Sousa.
- D. Maria Antónia do Carmo de Portugal e Sousa (1740-1820). Casou-se com José de Almeida e Vasconcelos, 1º barão de Mossâmedes, 1º visconde da Lapa (1753-?).
- D. Francisca Joana do Carmo (1759)
- D. António José de Sousa Portugal (1762)
- D. Juan José de Souza y Viana Botelho Mourão e Vasconcelos (Vila Real, São Martinho de Mateus, 24 de dezembro de 1763— Guadalajara, Jalisco, México 9 de janeiro de 1823). Regente da Real Audiência e Chancelaria de Nueva Galicia e Juiz Geral de Bens de Falecidos.